# Kendija Aparjode
Kendija Aparjode (Sigulda, 24 dicembre 1996) è una slittinista lettone.
È la figlia di Aiva Aparjode, ex slittinista e bobbista di livello internazionale, ed è sorella di Kristers Aparjods, a sua volta slittinista di alto livello.

## Biografia
Pratica lo slittino dall'età di 13 anni  e nel 2012 ha iniziato a gareggiare per la nazionale lettone nelle varie categorie giovanili nella specialità del singolo vincendo una medaglia d'argento ai campionati europei juniores  di Oberhof 2015 nella gara a squadre.

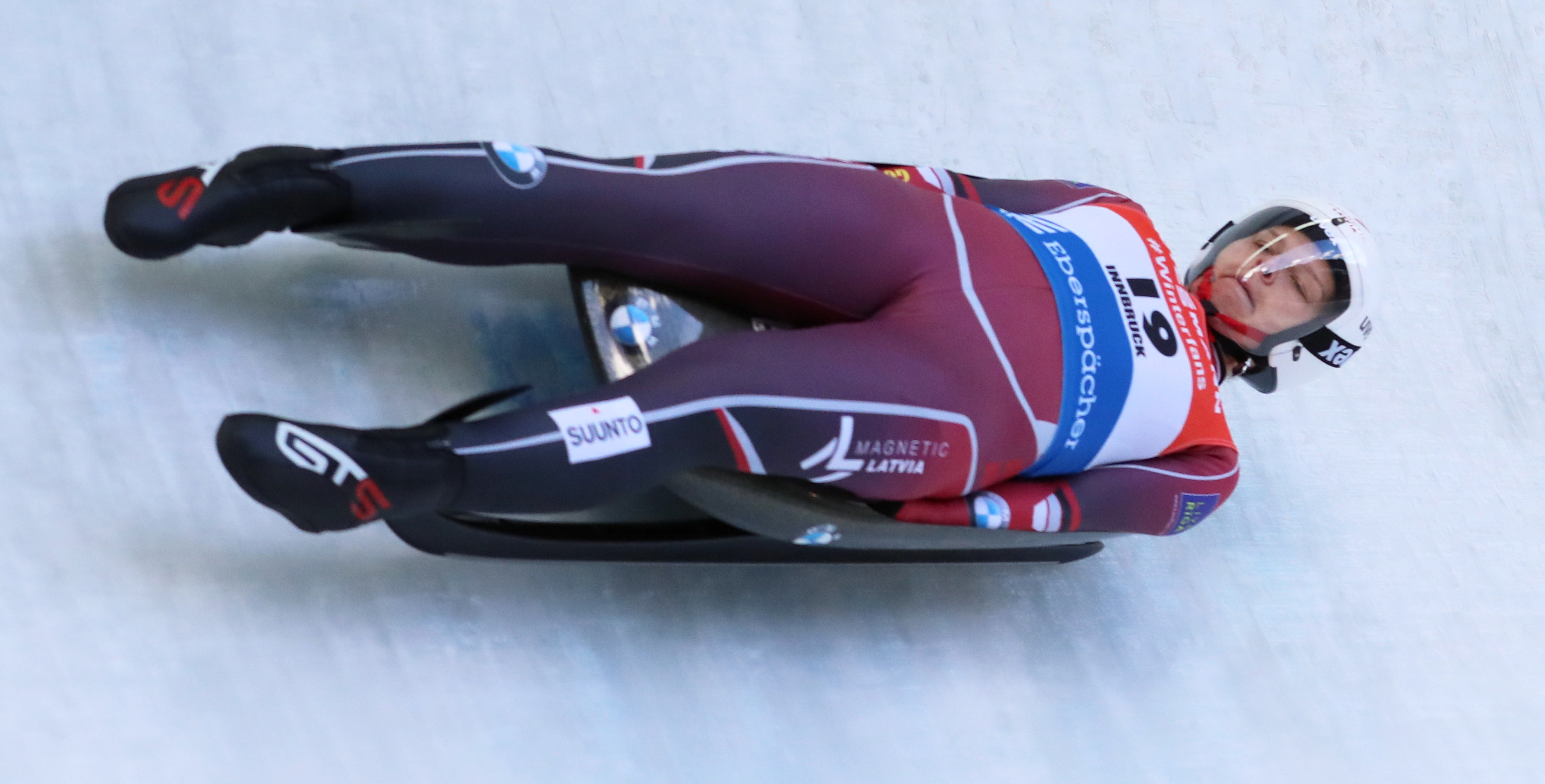
Kendija Aparjode in gara a Innsbruck nel 2018

A livello assoluto ha esordito in Coppa del Mondo nella stagione 2014/13, il 29 novembre 2014 a Igls, dove giunse 19ª nel singolo. Ottenne il suo primo podio a Sigulda, il 28 gennaio 2018, dove concluse la gara del singolo sprint al terzo posto, ripetendosi anche nella successiva gara a squadre. Vinse la sua prima gara il 13 gennaio 2019 nella competizione a squadre e sempre a Sigulda, con il fratello Kristers, Oskars Gudramovičs e Pēteris Kalniņš. In classifica generale come miglior risultato si è piazzata all'ottavo posto nella specialità del singolo nel 2019/20.
Ha partecipato a una edizione dei Giochi olimpici invernali, a Pyeongchang 2018, dove ha concluso in 22ª piazza nel singolo.
Ha altresì preso parte a quattro edizioni dei campionati mondiali conquistando in totale due medaglie. Nel dettaglio i suoi risultati nelle prove iridate sono stati, nel singolo: ventesima a Igls 2017, non terminò la gara a Winterberg 2019, quarta a Soči 2020 e ottava a Schönau am Königssee 2021; nel singolo sprint: undicesima a Winterberg 2019, sesta a Soči 2020 e tredicesima a Schönau am Königssee 2021; nelle prove a squadre: medaglia d'argento a Soči 2020 e medaglia di bronzo a Schönau am Königssee 2021. Agli europei ha conquistato la medaglia di bronzo nella gara a squadre a Sigulda 2018, edizione in cui si piazzò anche al quinto posto nell'individuale.

## Palmarès

### Mondiali
- 3 medaglie:
  - 1 argento (gara a squadre a Soči 2020);
  - 2 bronzi (gara a squadre a Schönau am Königssee 2021; gara a squadre ad Oberhof 2023).

### Europei
- 1 medaglia:
  - 1 bronzo (gara a squadre a Sigulda).

### Europei juniores
- 1 medaglia:
  - 1 argento (gara a squadre a Oberhof 2015).

### Coppa del Mondo
- Miglior piazzamento in classifica generale nel singolo: 8ª nel 2019/20 e nel 2022/23.
- 14 podi (3 nel singolo, 3 nel singolo sprint, 8 nelle gare a squadre):
  - 2 vittorie (tutte nelle gare a squadre);
  - 4 secondi posti (1 nel singolo, 2 nel singolo sprint, 1 nelle gare a squadre);
  - 8 terzi posti (2 nel singolo, 1 nel singolo sprint, 5 nelle gare a squadre).

#### Coppa del Mondo - vittorie
| Data            | Luogo     | Paese    | Disciplina                                                                                             |
| --------------- | --------- | -------- | --- |
| 13 gennaio 2019 | Sigulda   | Lettonia | Gara a squadre con Kristers Aparjods, Oskars Gudramovičs e Pēteris Kalniņš                             |
| 12 gennaio 2025 | Altenberg | Germania | Gara a squadre con Mārtiņš Bots, Roberts Plūme, Kristers Aparjods, Marta Robežniece e Kitija Bogdanova |

### Coppa del Mondo juniores
- Miglior piazzamento in classifica generale nella specialità del singolo: 6ª nel 2015/16.

### Coppa del Mondo giovani
- Miglior piazzamento in classifica generale nella specialità del singolo: 6ª nel 2013/14.